# Jordi Ferrón
Jordi Ferrón Forné (Barcelona, España, 19 de agosto de 1978), más conocido como Ferrón, es un exjugador y entrenador de fútbol español. Actualmente se encuentra libre tras dirigir al INAC Kobe Leonessa. Como jugador ocupaba la posición de defensa y sus mayores éxitos llegaron formando parte del Real Zaragoza. 

## Trayectoria

### Como jugador
Formado en la cantera del Fútbol Club Barcelona, pasó por el Rayo Vallecano y Real Zaragoza, consiguiendo dos Copas del Rey con el equipo maño. Posteriormente fichó por el Albacete Balompié y por el C. F. Badalona, donde se retiró.

### Como entrenador
Una vez retirado de su etapa como jugador, inició su carrera como entrenador en el Seagull, equipo femenino de Badalona, al que dirigió durante cuatro temporadas. En diciembre de 2019 debutó como entrenador en la Primera División Femenina de España como entrenador del R. C. D. Espanyol de Barcelona, finalizando su etapa en el mes de junio de 2020. En enero de 2021 se unió a un nuevo equipo femenino, la S. E. AEM, en esta ocasión para ejercer de director deportivo.
En marzo de 2022 asumió la dirección técnica de la S. D. Eibar femenina. Tenía como objetivo lograr evitar el descenso del equipo el cual se encontraba a cinco puntos de la salvación. Sin embargo, no pudo cumplir con la meta y fue despedido en mayo tras la caída a segunda división.
En julio de 2023 fue anunciado como nuevo entrenador del club de fútbol femenino japonés INAC Kobe Leonessa. Consiguió su primer título con el club al ganar la Copa de la Emperatriz 2023. Dejó su cargo en el equipo japonés en mayo de 2025 tras la finalización de la liga.

## Selección nacional
Fue jugador de la selección de fútbol de España desde la sub-16 hasta la sub-23. Su mayor logro en la misma fue la consecución de la medalla de plata en los Juegos Olímpicos de Sídney 2000.

## Clubes

### Como jugador
| Club                    | País   | Año       |
| ----------------------- | ------ | --------- |
| F. C. Barcelona "C"     | España | 1995-1997 |
| F. C. Barcelona "B"     | España | 1997-1999 |
| Rayo Vallecano          | España | 1999-2000 |
| Real Zaragoza           | España | 2000-2004 |
| Rayo Vallecano (cedido) | España | 2002      |
| Albacete Balompié       | España | 2004-2008 |
| C. F. Badalona          | España | 2008-2014 |

### Como entrenador
| Club                         | País   | Año       |
| ---------------------------- | ------ | --------- |
| C. E. Seagull Badalona       | España | 2015-2019 |
| R. C. D. Espanyol (femenino) | España | 2019-2020 |
| S. D. Eibar (femenino)       | España | 2022      |
| INAC Kobe Leonessa           | Japón  | 2023-2025 |

## Palmarés

### Como jugador

#### Títulos nacionales
| Título       | Club          | País   | Año  |
| ------------ | ------------- | ------ | ---- |
| Copa del Rey | Real Zaragoza | España | 2001 |
| Copa del Rey | Real Zaragoza | España | 2004 |

#### Títulos internacionales
| Título           | Club                | Sede   | Año  |
| ---------------- | ------------------- | ------ | ---- |
| Juegos Olímpicos | Selección de España | Sídney | 2000 |

### Como entrenador

#### Títulos nacionales
| Título                | Club               | País  | Año  |
| --------------------- | ------------------ | ----- | ---- |
| Copa de la Emperatriz | INAC Kobe Leonessa | Japón | 2023 |